# Cypridinae
Cypridinae is een onderfamilie van kreeftachtigen uit de klasse van de Ostracoda (mosselkreeftjes).

## Geslachten
- Alboa De Deckker, 1981
- Bennelongia De Deckker & McKenzie, 1981
- Chlamydotheca Saussure, 1858
- Cypris O.F. Müller, 1776
- Globocypris Klie, 1939
- Neocypridella Vávra, 1895
- Pseudocypris Daday, 1910
- Ramotha Martens, 1992